# Steven Edmonds
Steven Edmonds (25 de junio de 1976) es un deportista canadiense que compitió en judo. Ganó dos medallas de bronce en el Campeonato Panamericano de Judo en los años 2000 y 2003.

## Palmarés internacional
| Campeonato Panamericano | Campeonato Panamericano  | Campeonato Panamericano | Campeonato Panamericano |
| Año                     | Lugar                    | Medalla                 | Categoría               |
| ----------------------- | ------------------------ | ----------------------- | ----------------------- |
| 2000                    | Orlando (Estados Unidos) | Medalla de bronce       | –100 kg                 |
| 2003                    | Salvador (Brasil)        | Medalla de bronce       | –100 kg                 |